# Rad-Weltcup 2000
Der Rad-Weltcup 2000 bestand aus 10 Eintagesrennen. Der Deutsche Erik Zabel gewann erstmals den Weltcup. In der Mannschaftswertung siegte das Team Mapei.

## Rennen
| Datum       | Radrennen                | Sieger             |
| ----------- | ------------------------ | ------------------ |
| 18. März    | Mailand-San Remo         | Erik Zabel         |
| 2. April    | Flandern-Rundfahrt       | Andreï Tchmil      |
| 9. April    | Paris–Roubaix            | Johan Museeuw      |
| 16. April   | Lüttich–Bastogne–Lüttich | Paolo Bettini      |
| 22. April   | Amstel Gold Race         | Erik Zabel         |
| 6. August   | HEW Cyclassic            | Gabriele Missaglia |
| 12. August  | Clásica San Sebastián    | Erik Dekker        |
| 20. August  | Meisterschaft von Zürich | Laurent Dufaux     |
| 8. Oktober  | Paris–Tours              | Andrea Tafi        |
| 21. Oktober | Lombardei-Rundfahrt      | Raimondas Rumšas   |

## Endstand
| Platz | Fahrer               | Punkte |
| ----- | -------------------- | ------ |
| 1.    | Erik Zabel           | 347    |
| 2.    | Andreï Tchmil        | 285    |
| 3.    | Francesco Casagrande | 230    |
| 4.    | Paolo Bettini        | 217    |
| 5.    | Romāns Vainšteins    | 204    |